# Serie A 1994–95
Juventus đã giành chức vô địch Serie A 1994–95 khi đứng đầu với 10 điểm trước các đối thủ gần nhất là Parma và Lazio.
Hai cúp bạc đã bị Juventus thâu tóm, đội đã giành Coppa Italia trước Parma nhưng đã bị đánh bại bởi chính đối thủ này trong trận chung kết UEFA Cup.
Vị trí thứ tư của Milan sau ba chức vô địch Serie A liên tiếp tiếp tục gây thất vọng tại UEFA Champions League khi họ để thua trong trận chung kết trước nhà vô địch Hà Lan Ajax.
Các đội xuống hạng ở Serie A mùa giải này là Genoa (sau trận hòa với Padova), Foggia, Reggiana và Brescia.
Đây là mùa giải Serie A đầu tiên qui định ba điểm cho một chiến thắng trên bảng xếp hạng: Huấn luyện viên Marcello Lippi của Juventus đã sử dụng đội hình tấn công 4-3-3, dẫn đến kỷ lục 7 trận thua cho một đội vô địch, nhưng chỉ có 4 trận hòa, Bianconeri đã tận dụng được luật mới.

## Các đội bóng
Fiorentina, Bari, Brescia và Padova được thăng hạng từ Serie B.

### Nhân sự và tài trợ
| Đội            | Huấn luyện viên trưởng | Nhà sản xuất trang phục | Nhà tài trợ áo đấu |
| -------------- | ---------------------- | ----------------------- | ------------------ |
| Bari           | Giuseppe Materazzi     | Adidas                  | Wüber              |
| Brescia        | Adelio Moro            | Uhlsport                | CAB                |
| Cagliari       | Óscar Tabárez          | Erreà                   | Pecorino Sardo     |
| Cremonese      | Luigi Simoni           | Uhlsport                | Moncart            |
| Fiorentina     | Claudio Ranieri        | Uhlsport                | Sammontana         |
| Foggia         | Enrico Catuzzi         | Adidas                  | Snips              |
| Genoa          | Claudio Maselli        | Erreà                   | Kenwood            |
| Internazionale | Ottavio Bianchi        | Umbro                   | Fiorucci           |
| Juventus       | Marcello Lippi         | Kappa                   | Danone             |
| Lazio          | Zdeněk Zeman           | Umbro                   | Banco di Roma      |
| Milan          | Fabio Capello          | Lotto                   | Opel               |
| Napoli         | Vujadin Boškov         | Lotto                   | Record Cucine      |
| Padova         | Mauro Sandreani        | Lotto                   | Acqua Vera         |
| Parma          | Nevio Scala            | Umbro                   | Parmalat           |
| Reggiana       | Cesare Vitale          | Asics                   | Burro Giglio       |
| Roma           | Carlo Mazzone          | Asics                   | Nuova Tirrena      |
| Sampdoria      | Sven-Göran Eriksson    | Asics                   | Erg                |
| Torino         | Nedo Sonetti           | Lotto                   | Bongioanni Caldaie |

## Bảng xếp hạng
| VT | Đội            | ST | T  | H  | B  | BT | BB | HS  | Đ  | Giành quyền tham dự hoặc xuống hạng |
| -- | -------------- | -- | -- | -- | -- | -- | -- | --- | -- | ----------------------------------- |
| 1  | Juventus (C)   | 34 | 23 | 4  | 7  | 59 | 32 | +27 | 73 | Tham dự vòng bảng Champions League  |
| 2  | Lazio          | 34 | 19 | 6  | 9  | 69 | 34 | +35 | 63 | Tham dự vòng một UEFA Cup           |
| 3  | Parma          | 34 | 18 | 9  | 7  | 51 | 31 | +20 | 63 | Tham dự vòng một Cup Winners' Cup   |
| 4  | Milan          | 34 | 17 | 9  | 8  | 53 | 32 | +21 | 60 | Tham dự vòng một UEFA Cup           |
| 5  | Roma           | 34 | 16 | 11 | 7  | 46 | 25 | +21 | 59 | Tham dự vòng một UEFA Cup           |
| 6  | Internazionale | 34 | 14 | 10 | 10 | 39 | 34 | +5  | 52 | Tham dự vòng một UEFA Cup           |
| 7  | Napoli         | 34 | 13 | 12 | 9  | 40 | 45 | −5  | 51 |                                     |
| 8  | Sampdoria      | 34 | 13 | 11 | 10 | 51 | 37 | +14 | 50 |                                     |
| 9  | Cagliari       | 34 | 13 | 10 | 11 | 40 | 39 | +1  | 49 |                                     |
| 10 | Fiorentina     | 34 | 12 | 11 | 11 | 61 | 57 | +4  | 47 |                                     |
| 11 | Torino         | 34 | 12 | 9  | 13 | 44 | 48 | −4  | 45 |                                     |
| 12 | Bari           | 34 | 12 | 8  | 14 | 40 | 43 | −3  | 44 |                                     |
| 13 | Cremonese      | 34 | 11 | 8  | 15 | 35 | 38 | −3  | 41 |                                     |
| 14 | Padova         | 34 | 12 | 4  | 18 | 37 | 58 | −21 | 40 |                                     |
| 15 | Genoa (R)      | 34 | 10 | 10 | 14 | 34 | 49 | −15 | 40 | Xuống hạng Serie B                  |
| 16 | Foggia (R)     | 34 | 8  | 10 | 16 | 32 | 50 | −18 | 34 | Xuống hạng Serie B                  |
| 17 | Reggiana (R)   | 34 | 4  | 6  | 24 | 24 | 56 | −32 | 18 | Xuống hạng Serie B                  |
| 18 | Brescia (R)    | 34 | 2  | 6  | 26 | 18 | 65 | −47 | 12 | Xuống hạng Serie B                  |

1. 1 2  Trận play-off trụ hạng: Padova 1-1 Genoa (luân lưu 5–4).

## Kết quả
| Nhà \ Khách    | BAR | BRE | CAG | CRE | FIO | FOG | GEN | INT | JUV | LAZ | MIL | NAP | PAD | PAR | REG | ROM | SAM | TOR |
| -------------- | --- | --- | --- | --- | --- | --- | --- | --- | --- | --- | --- | --- | --- | --- | --- | --- | --- | --- |
| Bari           | —   | 3–0 | 0–0 | 2–0 | 2–2 | 2–1 | 4–1 | 0–1 | 0–2 | 0–1 | 3–5 | 1–1 | 0–1 | 1–2 | 1–0 | 2–2 | 1–2 | 3–1 |
| Brescia        | 1–2 | —   | 2–3 | 1–2 | 2–4 | 1–0 | 1–2 | 0–0 | 1–1 | 0–1 | 0–5 | 1–2 | 1–3 | 1–2 | 1–0 | 0–0 | 0–0 | 1–4 |
| Cagliari       | 2–1 | 2–0 | —   | 1–0 | 2–0 | 2–1 | 1–0 | 1–1 | 3–0 | 1–1 | 1–1 | 0–1 | 2–0 | 2–0 | 4–2 | 0–1 | 0–2 | 1–0 |
| Cremonese      | 0–0 | 0–0 | 2–0 | —   | 0–0 | 1–3 | 4–1 | 0–1 | 1–2 | 0–0 | 1–0 | 2–0 | 3–0 | 1–1 | 2–1 | 2–5 | 2–0 | 3–0 |
| Fiorentina     | 2–0 | 4–0 | 2–1 | 3–1 | —   | 1–1 | 3–1 | 2–2 | 1–4 | 1–1 | 1–2 | 4–0 | 4–1 | 1–1 | 1–1 | 1–0 | 2–2 | 6–3 |
| Foggia         | 2–2 | 3–1 | 2–0 | 0–1 | 2–1 | —   | 2–1 | 0–0 | 2–0 | 0–1 | 1–3 | 1–1 | 4–1 | 0–0 | 1–0 | 0–1 | 1–1 | 0–2 |
| Genoa          | 1–1 | 1–0 | 1–1 | 0–1 | 1–1 | 3–0 | —   | 2–1 | 0–4 | 1–2 | 1–1 | 3–3 | 2–1 | 0–0 | 3–1 | 1–0 | 2–1 | 1–0 |
| Internazionale | 1–2 | 1–0 | 1–2 | 0–0 | 3–1 | 3–0 | 2–0 | —   | 0–0 | 0–2 | 3–1 | 0–2 | 2–1 | 1–1 | 1–0 | 0–1 | 2–0 | 2–1 |
| Juventus       | 2–0 | 2–1 | 3–1 | 1–0 | 3–2 | 2–0 | 1–1 | 0–0 | —   | 0–3 | 1–0 | 1–0 | 0–1 | 4–0 | 3–1 | 3–0 | 1–0 | 1–2 |
| Lazio          | 1–2 | 1–0 | 0–0 | 1–0 | 8–2 | 7–1 | 4–0 | 4–1 | 3–4 | —   | 4–0 | 5–1 | 5–1 | 2–2 | 2–0 | 0–3 | 1–0 | 3–0 |
| Milan          | 0–1 | 1–0 | 1–1 | 3–1 | 2–0 | 3–0 | 1–0 | 1–1 | 0–2 | 2–1 | —   | 1–1 | 1–0 | 1–1 | 2–1 | 1–0 | 0–0 | 5–1 |
| Napoli         | 3–0 | 1–1 | 1–1 | 1–0 | 2–5 | 2–1 | 1–0 | 1–3 | 0–2 | 3–2 | 1–0 | —   | 3–3 | 1–0 | 1–0 | 0–0 | 2–0 | 1–1 |
| Padova         | 0–2 | 2–0 | 2–1 | 3–2 | 0–1 | 0–0 | 1–1 | 1–0 | 1–2 | 2–0 | 2–0 | 2–0 | —   | 0–3 | 3–0 | 0–0 | 1–4 | 4–2 |
| Parma          | 1–0 | 4–0 | 2–1 | 2–0 | 3–0 | 2–0 | 0–0 | 3–0 | 1–3 | 2–0 | 2–3 | 2–0 | 1–0 | —   | 2–1 | 1–0 | 3–2 | 2–0 |
| Reggiana       | 0–1 | 2–0 | 0–0 | 2–0 | 1–1 | 1–1 | 0–1 | 0–1 | 1–2 | 0–0 | 0–4 | 1–2 | 3–0 | 2–2 | —   | 1–4 | 0–2 | 1–0 |
| Roma           | 2–0 | 3–0 | 1–1 | 1–1 | 2–0 | 1–1 | 3–0 | 3–1 | 3–0 | 0–2 | 0–0 | 1–1 | 2–0 | 1–0 | 2–0 | —   | 1–0 | 1–1 |
| Sampdoria      | 1–1 | 2–1 | 5–0 | 2–1 | 2–2 | 1–1 | 3–2 | 2–2 | 0–1 | 3–1 | 0–3 | 0–0 | 5–0 | 3–1 | 2–1 | 3–0 | —   | 1–1 |
| Torino         | 2–0 | 2–0 | 3–2 | 1–1 | 1–0 | 2–0 | 0–0 | 0–2 | 3–2 | 2–0 | 0–0 | 1–1 | 2–0 | 0–2 | 4–0 | 2–2 | 0–0 | —   |

1. ↑  Trận đấu được tổ chức tại sân vận động Dino Manuzzi.
2. 1 2 3  Trận đấu được tổ chức tại sân vận động Renato Dall'Ara.

## Play-off trụ hạng
| Genoa                                                    | 1–1 (s.h.p.) | Padova                                        |
| -------------------------------------------------------- | ------------ | --------------------------------------------- |
| Skuhravý 29'                                             |              | Vlaović 19' (ph.đ.)                           |
| Loạt sút luân lưu                                        |              |                                               |
| van 't Schip · Ruotolo · Galante · Bortolazzi · Skuhravý | 4–5          | Cuicchi · Perrone · Vlaović · Balleri · Kreek |

Genoa xuống hạng Serie B.

## Thống kê

### Ghi bàn hàng đầu
| Hạng | Cầu thủ             | Câu lạc bộ | Bàn thắng |
| ---- | ------------------- | ---------- | --------- |
| 1    | Gabriel Batistuta   | Fiorentina | 26        |
| 2    | Abel Balbo          | Roma       | 22        |
| 3    | Ruggiero Rizzitelli | Torino     | 19        |
| 3    | Gianfranco Zola     | Parma      | 19        |
| 5    | Giuseppe Signori    | Lazio      | 17        |
| 5    | Marco Simone        | Milan      | 17        |
| 5    | Sandro Tovalieri    | Bari       | 17        |
| 5    | Gianluca Vialli     | Juventus   | 17        |
| 9    | Fabrizio Ravanelli  | Juventus   | 15        |
| 10   | Enrico Chiesa       | Cremonese  | 14        |